# Sol Invictus

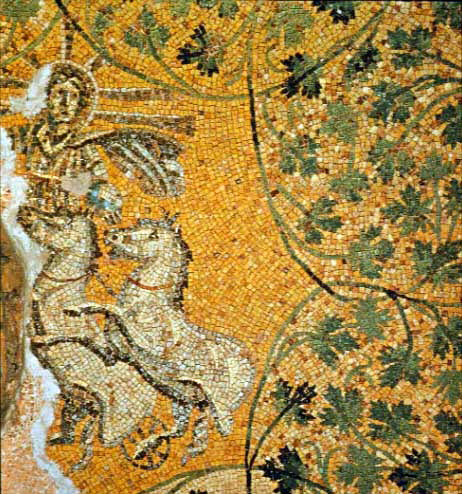
Tranh khảm Sol ở Lăng mộ M ở Nghĩa địa cổ Vatican

Sol Invictus ("Mặt Trời không thể khuất phục") là vị thần Mặt Trời chính thức của Đế chế La Mã sau này và là người bảo trợ cho những người lính. Vào ngày 25 tháng 12 năm 274, hoàng đế La Mã Aurelian đã biến nó thành vật thờ cúng chính thức cùng với các thần La Mã được thờ cúng theo truyền thống. Các học giả không đồng ý về việc liệu vị thần mới này có phải là một sự tái tạo lại nền văn hoá cổ đại của La Mã ở Sol, Sol, sự hồi sinh của sự thờ cúng Elagabalus, hay hoàn toàn mới. Thần được các hoàng đế ủng hộ sau khi Aurelian và xuất hiện trên tiền xu của họ cho đến khi Constantine I. Chữ viết cuối cùng liên quan đến Sol Invictus có niên đại từ năm 387 đến năm 387, và trong thế kỷ thứ 5 có đủ người mộ đạo mà nhà thần học Augustinô Kitô giáo đã thấy cần phải thuyết giảng chống lại họ.